# Шаліївська сільська рада
| Шаліївська сільська рада — колишній орган місцевого самоврядування у Сквирському районі Київської області з адміністративним центром у с. Шаліївка. Сільській раді підпорядковані населені пункти: - с. Шаліївка - с. Терешки |

## Склад ради
Рада складається з 16 депутатів та голови.

### Керівний склад ради
| ПІБ                          | Основні відомості                                                               | Дата обрання | Дата звільнення |
| ---------------------------- | ------------------------------------------------------------------------------- | ------------ | --------------- |
| Кравець Валентина Григорівна | Сільський голова, 1951 року народження, освіта, позапартійна                    | 26.03.2006   | 31.10.2010      |
| Бовкун Любов Миколаївна      | Сільський голова, 1967 року народження, освіта середня спеціальна, позапартійна | 31.10.2010   |                 |

Примітка: таблиця складена за даними джерела